# Wilster
Wilster är en stad i Kreis Steinburg i det tyska förbundslandet Schleswig-Holstein. Wilster, som för första gången omnämns i ett dokument från år 1163, har cirka 4 000 invånare år.